# Tawhaki
Tawhaki är en hjälte i Oceaniens mytologi i Polynesien.
Tawhaki är huvudpersonen i en central berättelsecykel: hans far har där fångats av en trollkunnig varelse, men Tawhaki räddar denne med hjälp av sin påhittighet, sin envishet och sitt ädla sinneslag.